# Montanha Ibéria
A Montanha Ibéria ou Ivéria é uma montanha localizada em Nova Athos, Abecásia, república independente e reconhecida internacionalmente como parte da Geórgia. Existem ruínas da antiga capital da Abecásia, Anacopia, em seu cume, e a Caverna de Nova Athos fica, também, bem próxima do local.